# Kong Haakons Besøg paa 'Herluf Trolle'
Kong Haakons Besøg paa 'Herluf Trolle' er en dansk dokumentarisk optagelse fra 1906, der er instrueret af Peter Elfelt.

## Handling
Kong Haakon 7. af Norges besøg på det danske krigsskib Herluf Trolle i Trondheim, 1906.